# Neszmélyi Vera
Neszmélyi Vera (Budapest, 1939. június 10. – Adelaide, 2003. június) rövidtávfutó atléta, Európa-bajnoki ötödik, 3-szoros magyar bajnok 100 méter síkfutásban.
1954–1956 között a Budapesti Dózsa versenyzője, válogatott atléta volt. 1954-ben a berni Európa-bajnokságon 5. helyezett volt.
1955. augusztus 4-én 100 méteres síkfutásban 11,5 másodperccel Európa-rekorder volt; eredménye napjainkig magyar szabadtéri, ifjúsági, női rekord. Az 1956-os forradalom után, 1957-ben Ausztráliába vándorolt ki.
| Táv       | Idő  | Dátum | Verseny            | Helyezés |
| 100 méter | 11,8 | 1954  | Országos bajnokság | 1.       |
| 100 méter | 12,1 | 1955  | Országos bajnokság | 1.       |
| 100 méter | 11,9 | 1956  | Országos bajnokság | 1.       |

## Külső hivatkozások
1. ↑  http://www.nemzetisport.hu/lexikon/20040116/elbucsuztunk_papp_laszlotol
2. ↑  Archivált másolat. [2013. március 19-i dátummal az eredetiből archiválva]. (Hozzáférés: 2012. november 21.)